# Pseudomugilidae
La famiglia Pseudomugilidae comprende 19 specie di piccoli pesci d'acqua dolce, appartenenti all'ordine Atheriniformes.

## Distribuzione e habitat
Questa famiglia è originaria dell'Oceania (Australia, Papua Nuova Guinea) e dell'Indonesia.

Il loro ambiente naturale varia molto, dalle acque di sorgente, ai fiumi veloci, alle paludi fino alle acque salmastre e salate.

## Descrizione
Questi pesci presentano un corpo minuto, snello e allungato, occhi grandi, bocca orizzontale rivolta verso l'alto. Particolare la presenza di due pinne dorsali, la prima più corta. Le pinne pettorali sono allungate, con il vertice rivolto verso l'alto.

La livrea presenta spesso colori vivaci.

## Acquariofilia
Per l'aspetto interessante, le dimensioni minute e la facilità d'allevamento, alcune specie sono commerciate in tutto il mondo. La maggior parte delle specie comunque gode di fama presso appassionati e allevatori.

## Specie
Le 19 specie di Pseudomugilidae sono suddivise in 3 generi:
- Genere Kiunga
  - Kiunga ballochi
  - Kiunga bleheri
- Genere Pseudomugil
  - Pseudomugil connieae
  - Pseudomugil cyanodorsalis
  - Pseudomugil furcatus
  - Pseudomugil gertrudae
  - Pseudomugil inconspicuus
  - Pseudomugil ivantsoffi
  - Pseudomugil signifer
  - Pseudomugil majusculus
  - Pseudomugil mellis
  - Pseudomugil novaeguineae
  - Pseudomugil paludicola
  - Pseudomugil paskai
  - Pseudomugil pellucidus
  - Pseudomugil reticulatus
  - Pseudomugil signifer
  - Pseudomugil tenellus
- Genere Scaturiginichthys
  - Scaturiginichthys vermeilipinnis